# A-101
A-101 (SA-6, Saturn-Apollo 6) byla orbitální mise nosné rakety Saturn I. Byl to první let s maketou kosmické lodi Apollo.

## Cíle
Prvních pět letů rakety Saturn byly testy, určené k ověření funkčnosti nosiče. Mise A-101 však měla praktický úkol spočívající v testování vybavení pro program Apollo. Maketa lodi Apollo měla být podrobena zátěžovému testu a zároveň mělo být potvrzeno, že raketa Saturn je schopna tuto loď vynést na orbitu.
Maketa byla postavena tak, aby její rozměr, hmotnost a těžiště věrně odpovídal kosmické lodi Apollo. Aby bylo působení aerodynamických sil co nejlépe zdokumentováno, byla na vrchu makety lodi umístěna nefunkční věž únikového systému. Celkem bylo v lodi umístěno 116 zařízení pomocí nichž byly měřeny síly, tlaky a zrychlení působící na kabinu za letu.

## Průběh letu

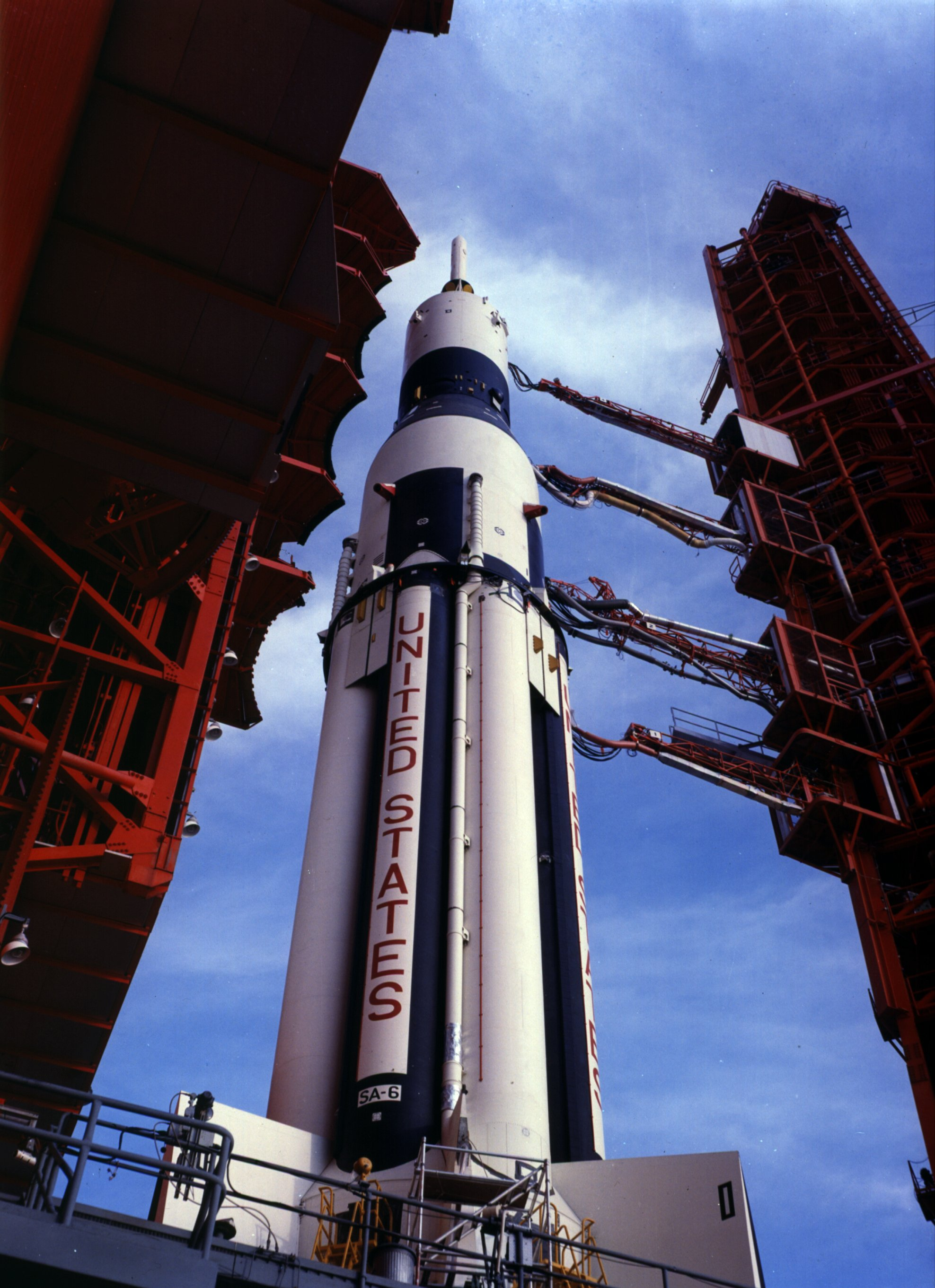
Raketa Saturn I sériové číslo SA-6 na odpalovací rampě před misí A-101

Start se konal na odpalovací rampě komplexu 37 na Cape Canaveral ale kvůli závadám byl dvakrát zrušen. První start musel být odvolán kvůli kontaminaci paliva a při druhém pokusu selhal kompresor v chladicím okruhu, což způsobilo přehřátí naváděcího systému. Raketa nakonec odstartovala 28. května 1964 v pět hodin odpoledne UTC.
Průběh letu byl plně v souladu s letovým plánem až do času 76,9 sekundy, kdy vypadl motor číslo osm prvního stupně. Na rozdíl od mise SA-4, kdy byl motor odstaven úmyslně, nebylo toto selhání plánováno a řídící systém rakety musel reagovat prodloužením doby zážehu zbylých motorů pro kompenzaci sníženého tahu. Po odstavení motorů prvního stupně proběhla úspěšná separace obou stupňů a následně bylo zažehnuto všech šest motorů RL-10 druhého stupně. Věž únikového systému byla poté také odhozena, stejně jako kamerové kontejnery. Druhý stupeň ukončil svou činnost v čase 624,5 sekund po startu. Bylo dosaženo orbity 182 na 227 km a maketa kosmické lodi a prázdný druhý stupeň společně vykonaly 54 oběhů. Po dosažení orbity pokračovalo odesílání telemetrie ještě přibližně čtyři oběhy, dokud se nevybily baterie. Obě tělesa vstoupila do atmosféry 1. června 1964 poblíž ostrova Kanton v Tichém oceánu.
Příčina výpadku osmého motoru byla brzy odhalena. Způsobil ji ulomený zub z jednoho ozubeného kola v mechanismu turbočerpadla. Nejednalo se o vážný problém, neboť slabiny v konstrukci ozubení byly známé a na příště se již počítalo s modifikovaným turbočerpadlem.